# Corisco
Corisco, o Mandj, és una petita illa pertanyent a Guinea Equatorial. Està situada a 29 km al sud-oest de l'estuari de Río Muni que marca la frontera amb el Gabon. Corisco, el nom de la qual deriva del nom portuguès per «llampec», té una superfície de només 14 km², i el punt més alt és a 35 metres sobre el nivell del mar.

## Història
Els portuguesos van ser els primers a establir contactes amb l'illa, de caràcter comercial, principalment pel comerç d'esclaus. Corisco va ser un punt clau en el comerç d'esclaus des d'Àfrica cap Amèrica. Els neerlandesos hi van instal·lar una factoria el 1600 però el 1601 fou destruïda pels indígenes mpongwes de la costa gabonesa. Portugal va cedir els seus drets comercials sobre la costa i les illes de Corisco i altres pel tractat de San Idelfonso de l'1 d'octubre de 1777, confirmat pel tractat del Pardo l'11 de març de 1778. Espanya en va prendre possessió de manera nominal però no hi va deixar ni colons ni soldats. Després de la Guerra del Francès els britànics es van interessar per la zona per combatre el tràfic d'esclaus i des de 1827 es van establir a Fernando Poo, on van fundar la colònia de Port Clarence; uns menorquins (Baltasar Simó i Francesc Vicent de Ciutadella) van establir una factoria a l'illa de Corisco, però el 1835 en van ser expulsats pels britànics i les seves instal·lacions van ser cremades. Els britànics els van acusar de negrers però els menorquins es van defensar al·legant que eren una competència pels comerciants anglesos.

Illa Corisco i illa Elobey

A l'illa hi vivia l'ètnia benga. Corisco va ser adquirit per Espanya l'any 1843, quan el 14 de març hi va desembarcar l'oficial espanyol Juan José Lerena y Barry que va fer un tractat amb el rei benga Bonkoro I (que havia escoltat històries d'Europa i dels Països Catalans del dos menorquins) pel qual posava les seves possessions, entre les quals Corisco, sota protectorat espanyol. Això va provocar una revolta dels indígenes contra el seu rei, que va fugir a Cap Sant Joan (Cabo San Juan) i el cap rebel Muele es va proclamar rei, però aquest al seu torn va haver de fer front a les revoltes de Haketandoni i de Munga. Bonkoro I morí l'any 1846 o 1857 segons les fonts, i el va succeir el seu fill Bonkoro II que el 1858 va reconèixer la sobirania espanyola per un tractat fet amb el cap de l'expedició espanyola a la zona, Carlos Chacón (que poc abans, el maig, havia agafat el control de Fernando Poo). Es va estendre el protectorat a diverses poblacions del Cap de Sant Joan que no havien estat incloses en el tractat de 1843. Bonkoro II es traslladà a São Tomé i el va succeir el seu fill Bonkoro III mentre Munga I regnàva a Corisco de 1848 a 1858; el seu fill Munga II es va trobar amb l'explorador Manuel Iradier y Bulfy en la dècada de 1870. El 1859 es va construir una fortalesa pel destacament militar enviat a l'illa, però el 1875 aquest destacament es va retirar. Pantaleón López de la Torre Ayllón (governador de Fernando Poo del 1862 al 1865) va proposar al govern prendre possessió del territori entre Corisco i Boni, per la importància que suposava tindria en el futur, però no li van fer cas.
En general els espanyols prestaren poca atenció a Corisco. En els segells consta que forma part de l'administració d'Elobey, Annobon i Corisco que va existir de 1904 (de fet ja el 1903) fins a 1926. Arran de la independència va passar a ser part integral de Guinea Equatorial.
A Corisco i les aigües de la badia s'hi ha trobat petroli el 2003, però Gabon reclama la zona petrolífera de Corisco i el febrer de 2003 va ocupar la isla de Mbañe.

## Reis dels ndowe o benga de Corisco i Cabo San Juan
- Unago
- Yikue
- Budipo
- Komba
- Banye (o Bodipo) Bonkoro I ?-1843
- Muele vers 1843-?
- Haketandoni vers 1846-1850

### Reis a Cabo San Juan
- Bonkoro I Bodipo 1843-1857
- Bonkoro II Vane 1857-1874
- Bonkoro III Ukambala (Eloi Boncoro) 1874 - vers 1906 .

### Reis a Corisco
- Imunga (Munga I) vers 1850 - 1872
- Konvenyamango (Munga II) vers 1872 - 1883
- Iyenge 1883 - 1886
- Fernando Otimbo 1886-1906

### Regne unificat
- Santiago Uganda 1906-1960